# Шнајдеров трофеј
Шнајдеров трофеј или шнајдерова награда, био је трофеј хидроавијације који се додељививао сваке године (касније, два пута годишње) победнику трке хидроавиона и летећих бродова. Назив је добио по Жаку Шнајдеру, који га је осмислио почетком 20. века.
Шнајдеров трофеј се данас налази у Музеју науке, Јужни Кенсингтон, у Лондону.
Ранији трофеј, који је такође представио Жак Шнајдер 1910. у Француској носи назив Шнајдер куп, те због сличног имена, долази до честе забуне са Шнајдеровим трофејем. Међутим, Шнајдер куп се сада налази у власништву РАФ Колеџа у Кранвелу.

## Карактеристике трофеја
Шнајдеров трофеј је скулптура од сребра и бронзе, постављена на мермерној основи. Она приказује бога Зефира како клизи по таласима, а нага статуа жене са крилима, љуби га одозго. Главе два друга Зефира и Нептуна, бога мора, могу се видети окружени хоботницама и раковима. Симболично, женском фигуром је представљана брзина, док осваја елементе мора и ваздуха.

## Историјат
Жак Шнајдер, француски финансијер, летач балона и авио ентузијаста, је сматрао да прекоморско летење авионом има велики потенцијал, будући да је велики део Земље покривен водом. Самим тим, желео је да инвестира у прављење мањих, лакших авиона, којима није потребна велика писта за полетање. Како је био члан удружења Аероклуба Француске, 5. децембра 1912. године предложио је да буде спонзор такмичења, у ком је понудио награду од 25.000 златних франака (око £ 1,000), као и Шнајдеров трофеј, у приближно истој вредности.

## Такмичења
Трка је одржана дванаест пута, у периоду између 1913. и 1931. године. Почетна намера је била да се подстакне развој техничких достигнућа у цивилном ваздухопловству.
Иако су учесници у почетку имали да пролете растојање од најмање 150 mi (240 km) (око 240 km), ускоро им је циљ био постизање највеће брзине у троугаоним путањама од укупно 350 km. Такмичења су организована тако што би се мерило време сваког такмичара, а авиони би полазили са временским заостатком у односу на другог такмичара у року од 15 минута. Такмичења су били веома популарна и привлачила су многобројну публику, често преко 200.000 гледалаца.
Пропозиције такмичења су захтевале да у такмичењу учествују државе, а не појединци. Такође, уколико би једна такмичарска нација освојила најмање три трке у року од пет година, имали би право да задрже пехар и победнички пилот би добио 75.000 франака за сваку од прве три победе.
Домаћин сваке трке била је држава која је била прошлогодишњи победник. Трке су се одвијале под надзором Међународне ваздухопловне федерације и аеро-клуба у земљи домаћина.
Трка је била значајна у подстицању напретка конструкција авиона, посебно у области аеродинамике и конструкције мотора, што се показало врло корисно у Другом светском рату. Струјолики облик авиона и смањени отпор ваздуха, хлађење мотора воденим путем, први пут примењени управо на авионима направљеним за трке за Шнајдеров трофеја, су очигледне у конструкцијама британског Супермарин Спитфајера, америчког П-51 Мустанг, као и италијанског Маки Ц.202 Фолгоре.

## Победници
| Година | Место                             | Победничка летелица      | Држава               | Пилот              | Просечна брзина |
| ------ | --------------------------------- | ------------------------ | -------------------- | ------------------ | --------------- |
| 1913   | Монако                            | Депердасин Куп Шнајдер   | Француска            | Маурис Прево       | 73.56 km/h      |
| 1914   | Монако                            | Сопвит Шнајдер           | Уједињено Краљевство | Хауард Пикстон     | 139.74 km/h     |
| 1920   | Венеција, Италија                 | Савоја С.12              | Италија              | Луиђи Болоња       | 172.6 km/h      |
| 1921   | Венеција, Италија                 | Маки M.7                 | Италија              | Ђовани де Бриганти | 189.66 km/h     |
| 1922   | Напуљ, Италија                    | Супермарин морски лав II | Уједињено Краљевство | Хенри Бјард        | 234.51 km/h     |
| 1923   | Каус, Уједињено Краљевство        | Кертис ЦР-3              | САД                  | Дејвид Ритенхаус   | 285.29 km/h     |
| 1925   | Балтимор, САД                     | Кертис Р3Ц-2             | САД                  | Џејмс Дулитл       | 374.28 km/h     |
| 1926   | Хамптон Роудс, САД                | Маки М.39                | Италија              | Марио де Бернарди  | 396.69 km/h     |
| 1927   | Венеција, Италија                 | Супермарин С.5           | Уједињено Краљевство | Сидни Вебстер      | 453.28 km/h     |
| 1929   | Калшот Спит, Уједињено Краљевство | Супермарин С.6           | Уједињено Краљевство | Ричард Вагорн      | 528.89 km/h     |
| 1931   | Калшот Спит, Уједињено Краљевство | Супермарин С.6Б          | Уједињено Краљевство | Џон Бутман         | 547.31 km/h     |